# Nicolebertia dejeani
Nicolebertia dejeani is een keversoort uit de familie Passandridae. De wetenschappelijke naam van de soort is voor het eerst geldig gepubliceerd in 1915 door Grouvelle.